# Сухэ-Батор (город)
Сухэ́-Ба́тор (монг. Сүхбаатар) — город, административный центр Селенгинского аймака Монголии. Расположен на правом берегу реки Орхон близ впадения её в Селенгу в 9 км южнее российской границы, в 311 км севернее Улан-Батора.

## История

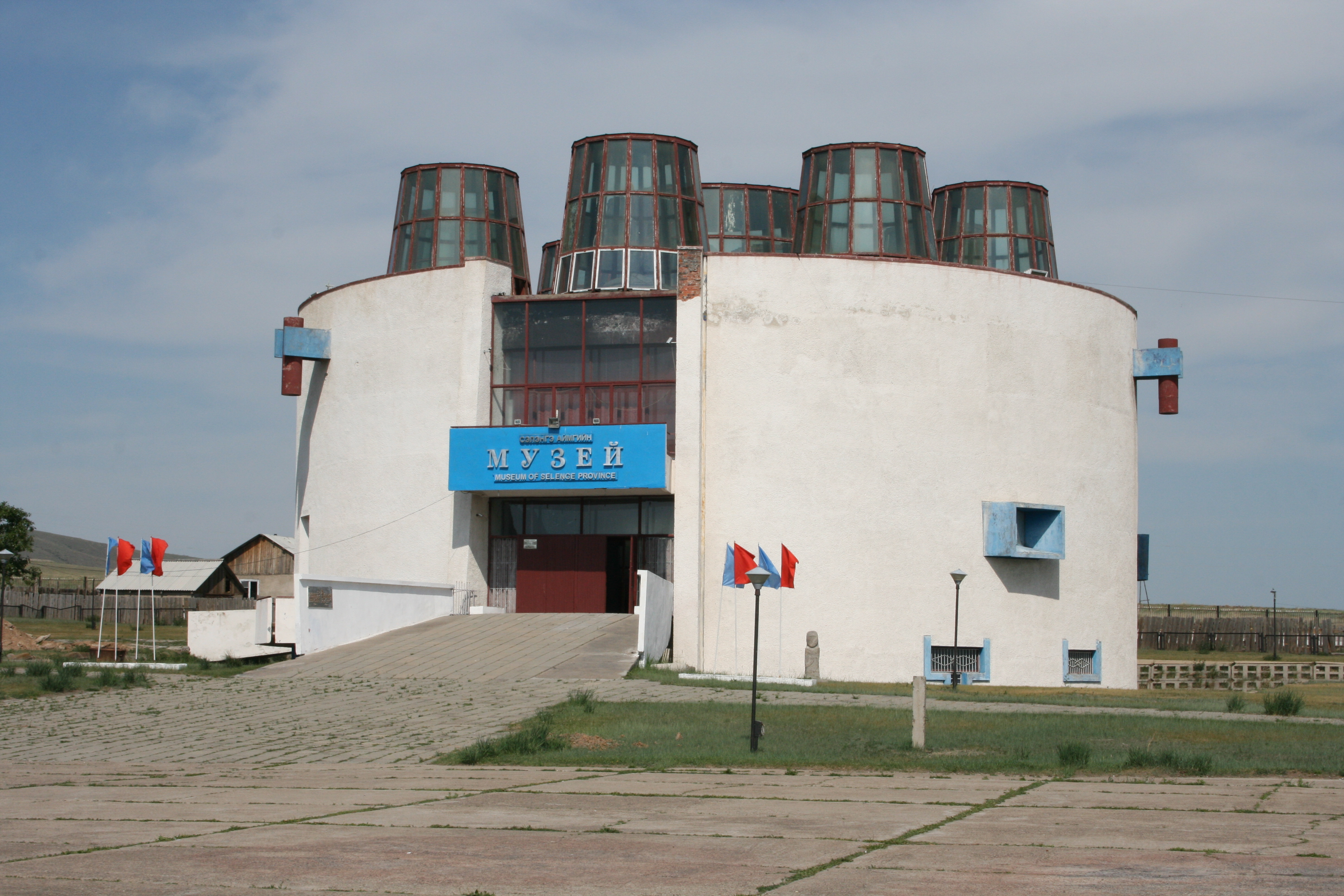
Музей аймака Сэлэнгэ

Город был основан в 1940 году и назван в честь монгольского политического и государственного деятеля Дамдины Сухэ-Батора.

## Транспорт
Сухэ-Батор является самой северной железнодорожной станцией на Трансмонгольской железной дороге. На противоположной стороне границы расположен российский посёлок Наушки.